# میشل (بازیکن فوتبال)
خوزه میگل گونزالس مارتین دل کمپو (اسپانیایی: José Miguel González Martín del Campo) ملقب به میشل (اسپانیایی: Míchel) (زادهٔ ۲۳ مارس ۱۹۶۳)، بازیکن پیشین و مربی کنونی فوتبال اهل اسپانیا است. او در دوران بازی در پست هافبک راست بازی می‌کرد.
او اکثر دوران حرفه‌ای خود را در رئال مادرید سپری کرد (بیش از یک دهه) و در این دوران به موفقیت‌های بزرگ تیمی و فردی رسید. او ۷۰ بار برای تیم‌ ملی فوتبال اسپانیا در حد فاصل سال‌های ۱۹۸۵ تا ۱۹۹۲ به میدان رفت و در دو جام جهانی (در جام جهانی ۱۹۹۰ چهار گل به ثمر رساند) و یک جام ملت‌های اروپا حضور داشت. او کار مربیگری را از سال ۲۰۰۵ آغاز کرد؛ از جمله دستاوردهایش در دوران مربیگری می‌توان به کسب دو عنوان قهرمانی سوپر لیگ یونان با المپیاکوس اشاره کرد.